# Amt Schönefeld
Das Amt Schönefeld war ein 1992 gebildetes Amt im Land Brandenburg, in dem sich acht Gemeinden im damaligen Kreis Königs Wusterhausen (heute Landkreis Dahme-Spreewald, Brandenburg) zu einem Verwaltungsverbund zusammengeschlossen hatten. Sitz der Amtsverwaltung war in der Gemeinde Schönefeld. Das Amt Schönefeld wurde 2003 wieder aufgelöst.

## Geographische Lage
Das Amt Schönefeld grenzte im Norden an Berlin (Bezirke Treptow-Köpenick, Neukölln und Tempelhof-Schöneberg), im Osten an die amtsfreien Gemeinden Schulzendorf, Zeuthen und Wildau, im Süden an die amtsfreie Stadt Königs Wusterhausen und das Amt Mittenwalde und im Westen an das Amt Blankenfelde-Mahlow (Landkreis Teltow-Fläming).

## Geschichte
Der Minister des Innern des Landes Brandenburg erteilte am 23. Juni 1992 seine Zustimmung zur Bildung des Amtes Schönefeld. Als Zeitpunkt des Zustandekommens des Amtes wurde der 26. Juni 1992 festgelegt. Das Amt hatte seinen Sitz in der Gemeinde Schönefeld und bestand zunächst aus acht Gemeinden im damaligen Kreis Königs Wusterhausen:
1. Diepensee
2. Groß Ziethen
3. Kiekebusch
4. Schönefeld
5. Selchow
6. Waltersdorf
7. Waßmannsdorf
8. Rotberg

Zum 27. September 1998 schlossen sich Waltersdorf und Rotberg zu einer neuen Gemeinde Waltersdorf zusammen.
Zum 26. Oktober 2003 wurde aus den Gemeinden Großziethen, Kiekebusch, Schönefeld, Selchow, Waltersdorf und Waßmannsdorf per Gesetz die neue Gemeinde Schönefeld gebildet. Das Amt Schönefeld wurde aufgelöst und die Gemeinde Schönefeld amtsfrei.
Am 29. Februar 2004 wurde die Gemeinde Diepensee devastiert. Das Gemeindegebiet verblieb bei der Gemeinde Schönefeld, die Gemarkung wurde aufgelöst. Die ca. 350 Bewohner wurde nach Königs Wusterhausen umgesiedelt. Dort wurde ein neuer Ortsteil Diepensee gegründet, der aber zur Stadt Königs Wusterhausen gehört.

## Amtsdirektor
Amtsdirektor bis 1997 war Klaus Huhndorf. Im Januar 1998 wurde Udo Haase zum neuen Amtsdirektor gewählt.

## Belege
1. ↑  
Bildung des Amtes Schönefeld. Bekanntmachung des Ministers des Innern vom 23. Juni 1992. Amtsblatt für Brandenburg - Gemeinsames Ministerialblatt für das Land Brandenburg, 3. Jahrgang, Nummer 47, 10. Juli 1992, S. 894.
2. ↑  
Zusammenschluss der Gemeinden Waltersdorf und Rotberg. Bekanntmachung des Ministeriums des Innern vom 6. Mai 1998. Amtsblatt für Brandenburg Gemeinsames Ministerialblatt für das Land Brandenburg, 9. Jahrgang, Nummer 21, 2. Juni 1998, S. 498.
3. ↑  
Sechstes Gesetz zur landesweiten Gemeindegebietsreform betreffend die Landkreise Dahme-Spreewald, Elbe-Elster, Oberspreewald-Lausitz, Oder-Spree und Spree-Neiße (6.GemGebRefGBbg) vom 24. März 2003, Gesetz- und Verordnungsblatt für das Land Brandenburg, I (Gesetze), 2003, Nr. 05, S. 93
4. ↑  
Beitrag zur Statistik Landesbetrieb für Datenverarbeitung und Statistik Historisches Gemeindeverzeichnis des Landes Brandenburg 1875 bis 2005 19.3 Landkreis Dahme-Spreewald PDF
5. ↑  Nachruf auf Klaus Huhndorf (Memento vom 22. Februar 2014 im Internet Archive)
6. ↑  Staffelstab im Amt Schönefeld übergeben. (Memento vom 22. Februar 2014 im Internet Archive) In: Berliner Zeitung. 8. Januar 1998.